# Гофдплат
Гофдплат (нід. Hoofdplaat) — село в нідерландській провінції Зеландія. Входить до муніципалітету Сльойс.
Його площа — 13,27 км², а населення станом на 2021 рік становило 630 осіб.
Перша згадка про населений пункт датується 1665 роком.
До 1970 року мало статус окремого муніципалітету.

## Галерея

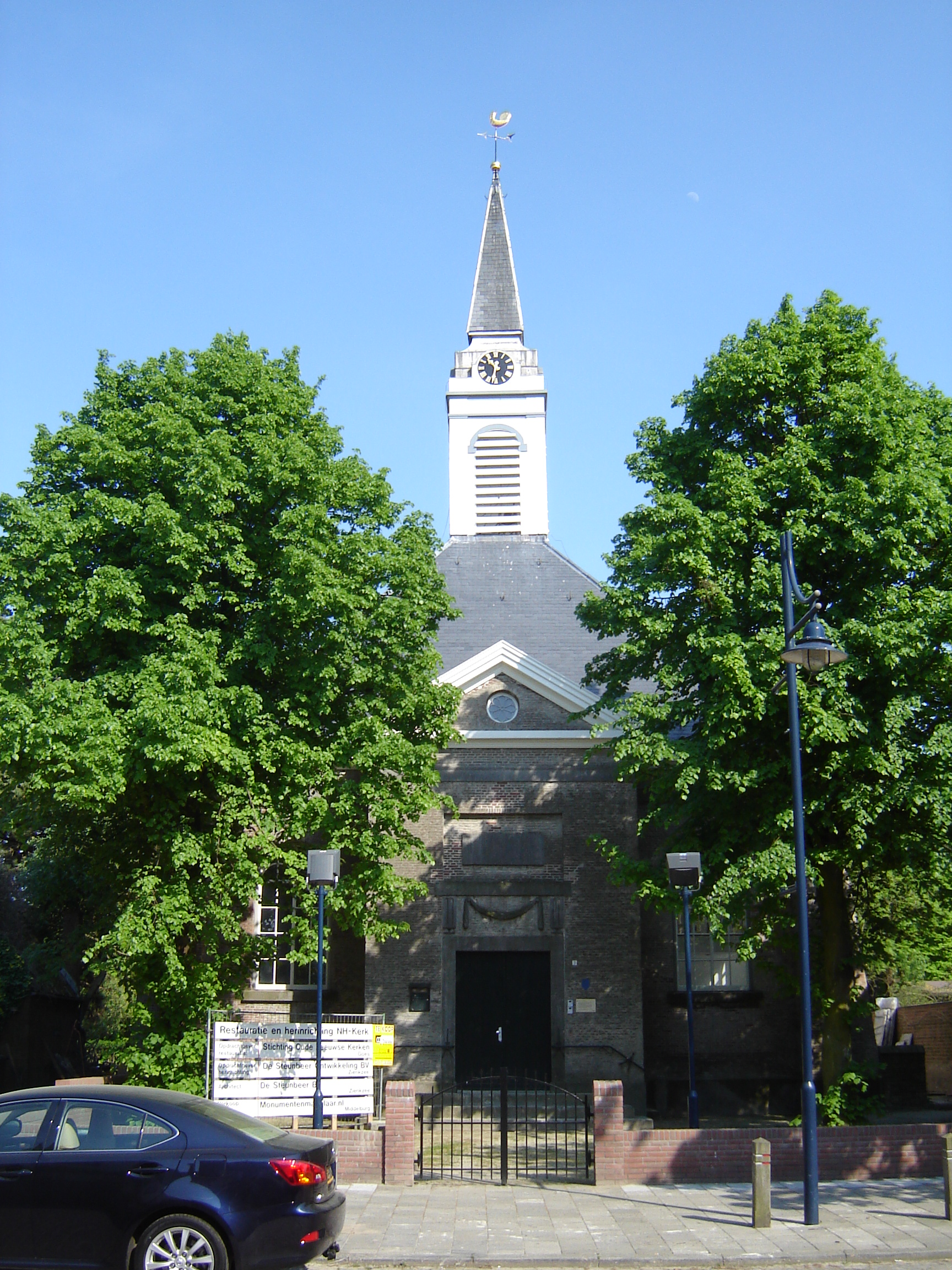
Реформістська церква
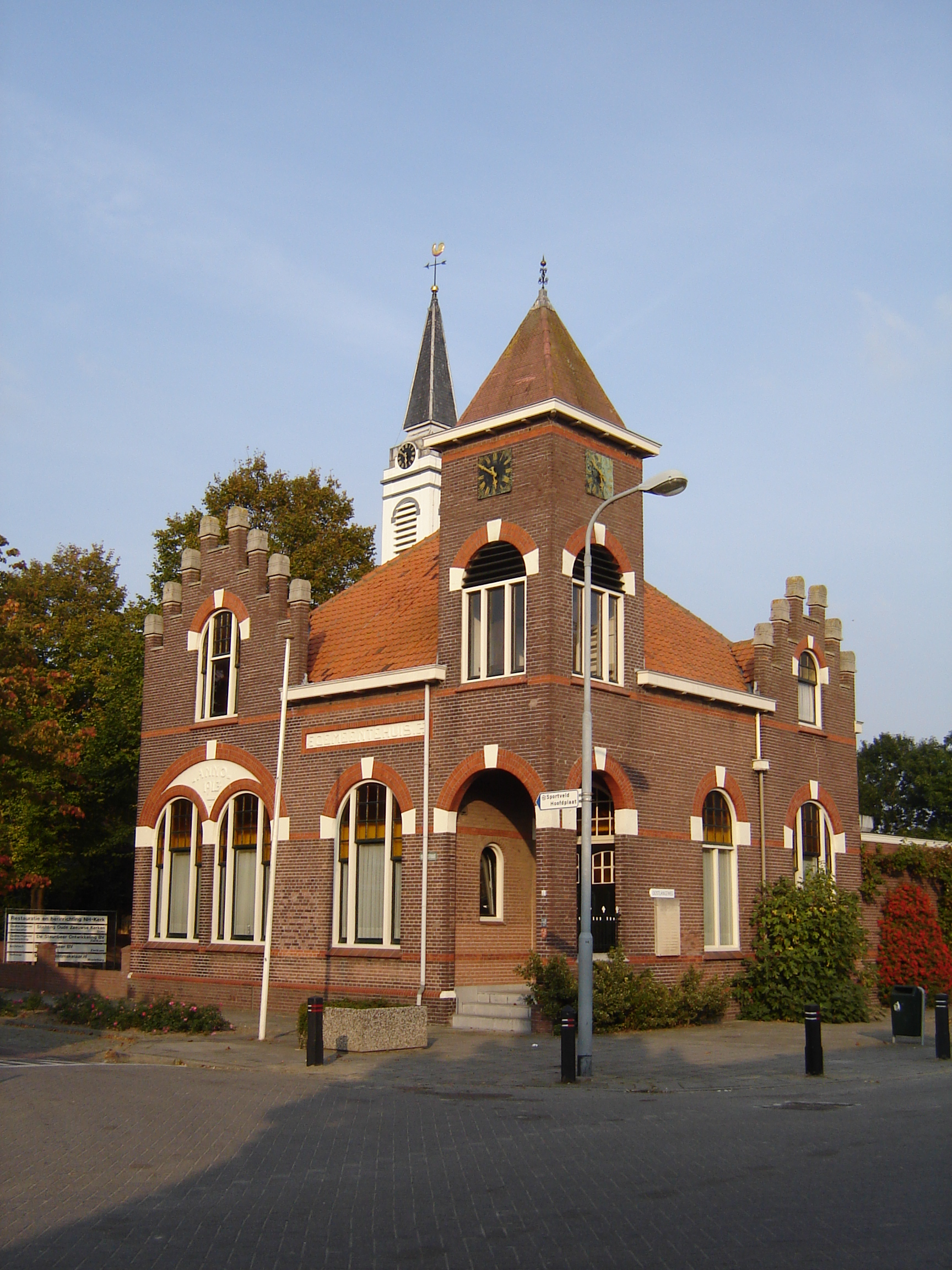
Будівля колишньої мерії
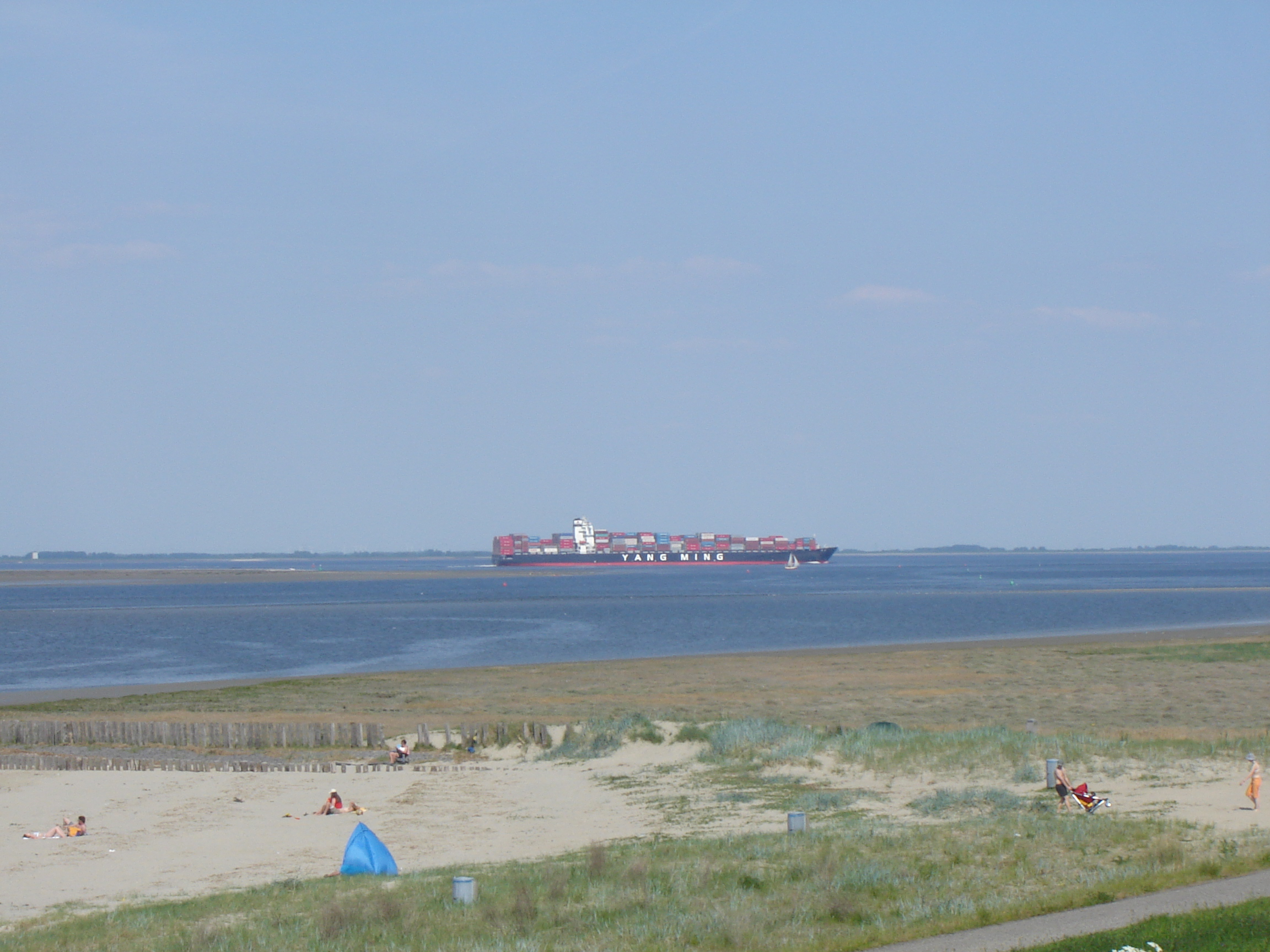
Пляж у селі
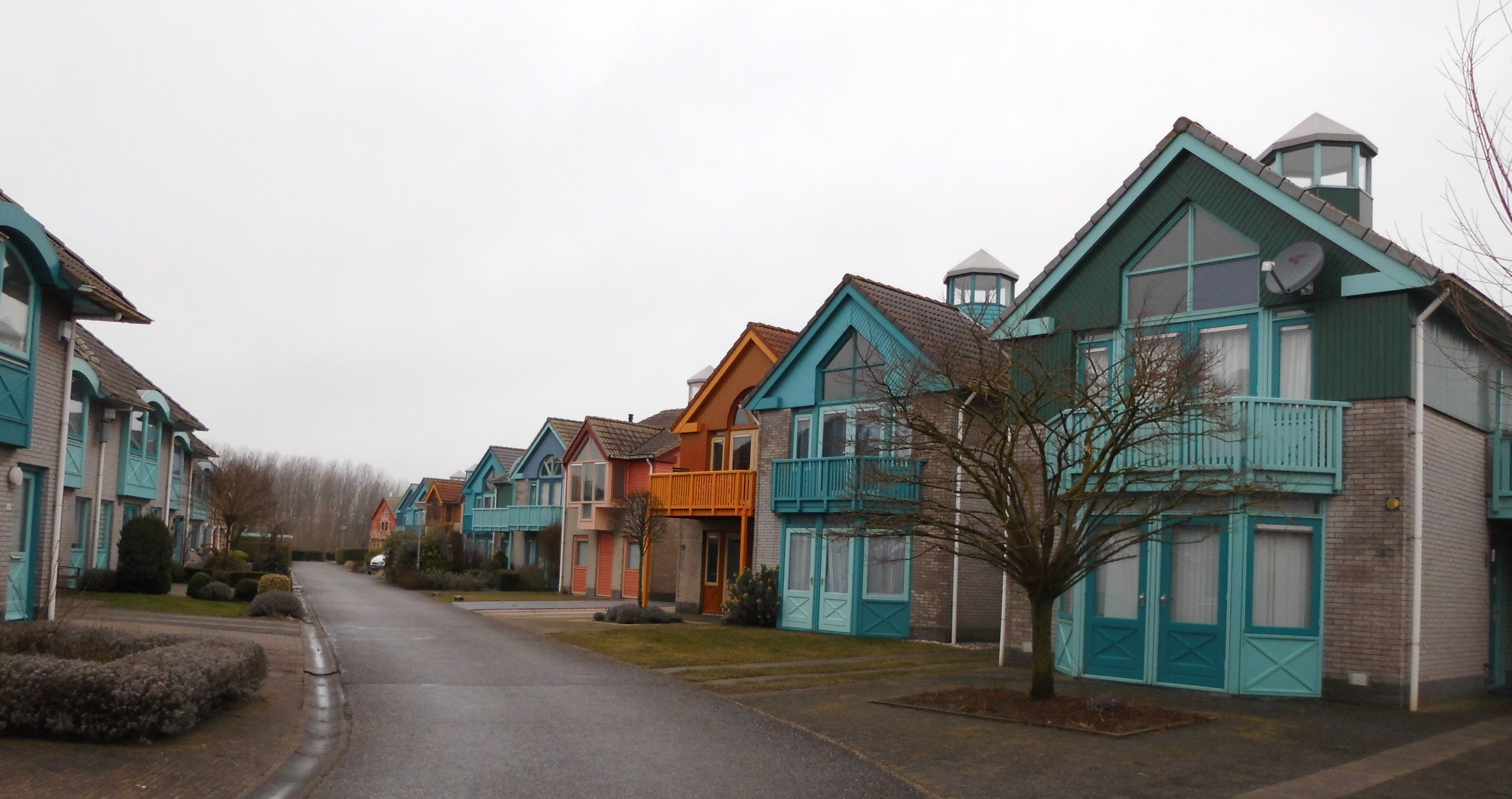
Сільська вулиця